# United Soccer Association
De United Soccer Association is een voormalige professionele voetbalcompetitie met teams uit de Verenigde Staten en Canada.

## Geschiedenis
De competitie bestond gedurende één seizoen en fuseerde met de National Professional Soccer League tot de North American Soccer League. Alle teams bestonden uit geïmporteerde bestaande clubteams.
In 1966 werden de plannen voor de United Soccer Association (USA) gemaakt en de competitie zou in 1968 starten. Toen een tv-contract met CBS geregeld was, wilde men geen tijd verliezen en startte in 1967 de competitie met inderhaast geïmporteerde teams uit Zuid-Amerika en Europa die onder een andere naam deelnamen.
Op 28 mei 1967 begon de competitie die ingedeeld was in een Eastern en een Western divisie. De beide finalisten speelden om het kampioenschap. Los Angeles Wolves won de titel door Washington Whips na verlenging te verslaan.
In december 1967 fuseerde de USA met de NPSL en in 1968 ging de NASL van start. Hierdoor fuseerden en verdwenen vele USA teams.

## Teams
De volgende teams namen deel aan de USA (daarachter de naam van het oorspronkelijke team):
- Boston Rovers ( Shamrock Rovers)
- Chicago Mustangs ( Cagliari Calcio)
- Cleveland Stokers ( Stoke City FC)
- Dallas Tornado ( Dundee United)
- Detroit Cougars ( Glentoran FC)
- Houston Stars ( Bangu Atlético Clube)
- Los Angeles Wolves ( Wolverhampton Wanderers)
- New York Skyliners ( CA Cerro)
- San Francisco Golden Gate Gales ( ADO Den Haag)
- Toronto City ( Hibernian FC)
- Vancouver Royal Canadians ( Sunderland AFC)
- Washington Whips ( Aberdeen FC)

## Eindstand
WG = Wedstrijden gespeeld, W = Gewonnen, L = Verloren, T= Gelijk, DV = Doelpunten voor, DT = Doelpunten tegen, Ptn= Aantal punten
2 punten voor een overwinning, 
1 punt voor een gelijkspel, 
0 punten voor een verlies, 

### Oost Divisie
| Teams              | WG | W | V | G | DV | DT | Ptn |
| ------------------ | -- | - | - | - | -- | -- | --- |
| Washington Whips   | 12 | 5 | 2 | 5 | 19 | 11 | 15  |
| Cleveland Stokers  | 12 | 5 | 3 | 4 | 19 | 13 | 14  |
| Toronto City       | 12 | 4 | 3 | 5 | 23 | 17 | 13  |
| Detroit Cougars    | 12 | 3 | 3 | 6 | 11 | 18 | 12  |
| New York Skyliners | 12 | 2 | 4 | 6 | 15 | 17 | 10  |
| Boston Rovers      | 12 | 2 | 7 | 3 | 12 | 26 | 7   |

### West Divisie
| Teams                           | WG | W | V | G | DV | DT | Ptn |
| ------------------------------- | -- | - | - | - | -- | -- | --- |
| Los Angeles Wolves              | 12 | 5 | 2 | 5 | 21 | 14 | 15  |
| San Francisco Golden Gate Gales | 12 | 5 | 4 | 3 | 25 | 19 | 13  |
| Chicago Mustangs                | 12 | 3 | 2 | 7 | 20 | 14 | 13  |
| Houston Stars                   | 12 | 4 | 4 | 4 | 19 | 18 | 12  |
| Vancouver Royal Canadians       | 12 | 3 | 4 | 5 | 20 | 28 | 11  |
| Dallas Tornado                  | 12 | 3 | 6 | 3 | 14 | 23 | 9   |

### Kampioenschap
| Teams                     | Wedstrijd         |
| ------------------------- | ----------------- |
| Los Angeles Wolves (West) | 6 (Na Verlenging) |
| Washington Whips (Oost)   | 5                 |

## Bekende oud-spelers
- Gordon Banks

ALPF (1894–95) · 
NAFBL (1895–1921) · 
ASL I (1921–33) · 
ASL II (1933–83) · 
ISL (1960-65) ·
NPSL I (1967) · 
USA (1967) · 
NASL (1968–85) · 
MISL I (1978–92) · 
NPSL II (1984–2001) · 
USL I (1984–85) · 
WSA (1985–89) · 
LSSA (1987–92) · 
ASL III (1988–89) · 
CISL (1993–97) · 
EISL (1997–98) · 
WISL (1998–2001) · 
WUSA (2001–03) · 
MISL II (2001–08) · 
XSL (2008–09) · 
USL First Division (2005–2010) · 
USL Second Division (1990–2010) · 
D2 Pro League (2010) ·
NASL (2011–17)